# Q (маршрут метро, Нью-Йорк)
Q — один из маршрутов одного из самых протяжённых метрополитенов мира — Нью-Йоркского метро. Маршрут проходит по линиям Второй авеню, Ай-эн-ди, 63-й улицы, Би-эм-ти, Бродвея, Би-эм-ти, и Брайтон, Би-эм-ти. На картах, станциях, вагонах и т. д. он обозначается жёлтым цветом, поскольку проходит по линии Бродвея.
Маршрут Q работает круглосуточно. Он следует от Второй авеню 96-я улица в Манхэттене до станции Кони-Айленд — Стилуэлл-авеню в Бруклине. Поезда следуют экспрессом в Манхэттене и локальными в Бруклине всегда, кроме ночи, тогда как в ночное время поезда останавливаются на всех без исключения станциях на своём пути следования.

## История назначений маршрута
Обозначение Q было введено как идентификатор поезда, шедшего экспрессом по линии Brighton Beach до Бродвея в Манхэттене. С 1960 года, когда поступили новые вагоны класса R27, маршрут стал называться Q. До этого вагоны были маркированы номером 1 (IND/BMT дивизион) и до поступления этих вагонов Q ранее не упоминался. Старые вагоны, имевшие логотип 1, были сняты с эксплуатации только в 1965 году. Таким образом у одного маршрута было два разных обозначения с 1960 по 1965 годы.
Также с введением вагонов R27 на местные маршруты линии Brighton Line (и других линий BMT) маршрутам были даны двухбуквенные обозначения, как это делала IND. Это должно было вызвать изменения и для Q, сделав его QQ, но это обозначение так и не было использовано. Существовало два местных маршрута, ходивших по линии Brighton Beach: QT — маршрут, начавший действовать, когда появился экспресс Q, и следовавший через Montague Street Tunnel, а также QB — маршрут, работавший, когда не было экспрессов Q. Так называемый экспресс «Banker’s Special», действовавший в утренние и вечерние часы (в пиковом направлении), обслуживал финансовый район Нью-Йорка — Wall Street — и не имел своего обозначения, так как вагоны использовали ещё старые в течение многих лет. С введением метровагонов R27 на этот маршрут, обозначение появилось — утром поезда были М, а вечером Q, некоторые не были маркированы вовсе.
С открытием нового соединения Crystie Street в 1967 году Q был приостановлен как экспресс на линии Brighton Line. Экспресс-пути были предоставлены маршруту D. QB и QT перестали действовать вовсе. Эти два маршрута сменил новый — QJ. QJ следовал местным по линиям Brighton Line, Nassau Street, затем через новое подключение по линии BMT Jamaica Line. В связи с многочисленными жалобами, было восстановлено несколько поездов QB, так как новый QJ не имеет сообщения с Бродвеем, связь с которым обеспечивал QB.
История маршрута изложена ниже, она включает в себя ещё и услуги предшествующего маршрута 1 (BMT/IND).

## История маршрута

### 1878—1920 годы
- Со 2 июля 1878 года поезда начали ходить в Бруклине от Coney Island до Brighton Beach Hotel. (Линия не входила в состав метро). Пассажиры могли пересесть с поезда на Prospect Park, где был терминал.
- С 18 августа 1878 года от Prospect Park на север до Atlantic Avenue и на запад до Franklin Avenue, где расположен терминал Bedford Terminal Лонг-Айлендской железной дороги (LIRR). Было построено соединение обеих станций с LIRR. По соглашению BB & CI поезда LIRR начали ходить до Atlantic Avenue и Franklin Avenue, при условии, что появится паромное сообщение до Манхэттена. LIRR поезда также действовали в Brighton Beach от Atlantic Avenue и Franklin Avenue (от парома). Изначально этот сервис работает только в летний период.
- В конце 1882 года, по окончании летнего сезона, LIRR отменили своё соглашение, оставив только поезда от Atlantic Avenue.
- В 1896 году линия была немного продлена (и реорганизована как Brighton Beach Railroad) к углу Franklin Avenue и Fulton Street, что позволило поездам без остановок проходить линию Fulton Street Line с Kings County Elevated Railroad. Поезда работали от Бруклинского моста, откуда по мосту или на канатной дороге можно было добраться до Нью-Йорка. Также, на рубеже веков поезда стали сквозными до Park Row, что отменило необходимость пересадки.
- В 1903 году была продлена линия Brighton Beach Line до Culver Depot у Surf Avenue (Манхэттен). Конечная Surf Avenue располагалась рядом с ныне действующей станцией West 8th Street. Это позволило пассажирам Манхэттена облегчить доступ к развивающимся развлекательным центрам, известных как West Brighton (а сейчас просто Coney Island).
- В 1908 году был завершен проект четырёхпутной линии от Church Avenue до Neptune Avenue. По этой линии ходили местные и экспресс-поезда — первые в составе Нью-Йоркского метро, открывшимся в 1904 году.
- В 1919 году местные и экспресс-поезда были продлены до нового терминала West End terminal у Stillwell и Surf Avenues.

### 1920—1960 годы
- 1 августа 1920 года официально началось движение Нью-Йоркского метро по Brighton Beach Line. Это было связано с открытием тоннеля Montague Street Tunnel и двухпутной линии, соединяющей Prospect Park и DeKalb Avenue. Экспресс по линии Brighton Beach Line стал работать ежедневно, кроме воскресенья между станциями Brighton Beach (Бруклин) и Times Square (Манхэттен). Маршрут проходил через только что открывшийся тоннель Montague Street Tunnel. В это же время местные поезда следовали от Coney Island до 57th Street по северным путям Манхэттенского моста. Поездней ночью все поезда использовали тоннель.
- В 1923 году местные и экспресс поезда линии Brighton Beach Line поменялись местами. Теперь местные ходили через тоннель Montague Street Tunnel, а экспрессы по Манхэттенскому мосту. Так поезда ходили круглосуточно, кроме ночи и воскресенья, в это время сохранялся прежний режим движения.
- В 1930-е годы в часы пик некоторые поезда стали использовать южную сторону Манхэттенского моста (обычно использовали северную). Это было сделано для того, чтобы осуществить доступ жителям Бруклина к Chambers Street. С 29 июня 1950 года поезда начали работать там в вечернее время, а не только в часы пик.
- 17 октября 1949 года линия IRT Astoria Line была преобразована для возможности пустить до Astoria — Ditmars Boulevard поезда компании BMT. Вследствие этого местные поезда Brighton Beach Line были перенаправлены по линии Fourth Avenue Line в Манхэттене в часы пик до Астории.
- С 27 апреля 1950 года поезда начали ходить до Astoria — Ditmars Boulevard весь день по будням и субботам (кроме ночи).
- С 26 июня 1952 года экспрессы Brighton Beach Line были продлены до 57th Street/7th Avenue в будни, после утреннего часа бик и в субботу.
- С 1 декабря открыто соединение 60th Street Tunnel. Местные поезда были перенаправлены через это подключение в Куинс — до Forest Hills. На линии Astoria Line эти поезда были заменены экспрессами Brighton Express по будням.
- С 4 мая 1957 года экспресс-поезда стали ходить в Асторию ещё и по субботам, но эти поезда останавливались в Манхэттене на всех станциях и шли через тоннель Montague Street Line. Интересный факт такого обслуживания в том, что экспресс был местным в Манхэттене, в то время как местный следовал экспрессом в субботние вечера и по воскресеньям. Такой сервис продолжался всего полгода.
- С 24 октября 1957 года местные поезда линии Brighton Beach Line следовали через Манхэттенский мост и стали местными в Манхэттене по воскресеньям, а также вечером и ночью. Тем временем экспрессы перестали останавливаться на 49 street.
- В декабре 1957 года в результате многочисленных забастовок маршрут был разделен на две части: 1) от Coney Island до 57th Street; и 2) от Whitehall Street до 179th Street.
- 28 мая 1959 года Брайтон-экспресс был урезан до 57th Street по будням и стал делать местные остановки в Бруклине (в непиковое время). В это же время появился специальный маршрут через Montague Street, Nassau Street и через манхэттенский мост (южные пути). В рамках этого, первая часть разделившегося в 1957 году местного маршрута была урезана до Franklin Avenue по субботам, начиная с 6 июня 1959 года.

### 1960—1990 годы
- С приходом новых вагонов R27 с 15 ноября 1960 года маршруты получили названия: экспрессы стали именовать Q, местные — QB (через Манхэттенский мост) и QT (через Whitehall Street). Тем не менее, эти обозначения ещё не были в обиходе до открытия соединения Chrystie Street. Эти обозначения содержат в себе информацию о движении — буквы выбраны не случайно. Так, у маршрута QB вторая буква (В) обозначает Bridge — мост; а у маршрута QT вторая буква обозначает Tunnel, так как он следует в Манхэттен по Montague Street Tunnel.
- С 1961 года Брайтон-экспресс поезда действовать перестали. Сообщение до Franklin Avenue от Coney Island было прекращено во все дни, кроме субботы. Местные поезда стали следовать до Astoria-Ditmars Boulevard (ежедневно), следуя экспрессом по субботам на Brighton Beach Line и местным в остальное время. В связи с отменой поездов до Franklin Avenue в феврале 1961 года, субботний экспресс-сервис по Brighton Beach Line был прекращен совсем.
- С 10 февраля по 2 ноября 1964 года были закрыты экспресс пути на линии Brighton Beach Line, из-за чего был установлен режим скип-стоп по этому участку маршрута.
- С 26 ноября было открыто новое соединение Chrystie Street. Изначально предполагалось заменить все маршруты Brighton Beach Line — Q, QT и QB на D и QJ. Однако, из-за резкого снижения поездов по Broadway Line, был оставлен QB, который следовал по ныне существующему маршруту Q. В это же время был введен «супер-экспресс» NX от Brighton Beach до 57th Street.
- В 1985 году IND дважды прекращала именовать схемы. В результате Q стал работать только в часы пик, работая экспрессом в Манхэттене и местным в Бруклине.
- В результате второй реконструкции экспресс путей на Brighton Beach Line, Q опять начал работать в режиме скип-стоп вместе с D. В это же время были закрыты северные пути Манхэттенского моста, и оба маршрута перенесли на южные пути до станции 57th Street.
- С 11 декабря 1988 года маршрут вновь перенаправили на северные пути Манхэттенского моста в связи с их открытием и закрытием южных. Экспресс Q стал следовать по IND Sixth Avenue Line в Манхэттене до 57th Street (в 1989 году продлен до 21st Street — Queensbridge). Был введён челнок Q на участке от 57th Street до Second Avenue в будни вечером и ночью. 30 сентября 1990 года вечерний челнок был заменен В, чуть позже в этом же году был заменен и ночной челнок (маршрутом F).

### С 1990 года
- В мае 1995 года движение по Манхэттенскому мосту движение было закрыто в течение дня (непиковое время) и в выходные. В это время Q следовал местным в Бруклине, далее через Montague Street, экспрессом в Манхэттене до 21st Street — Queensbridge.
- 22 февраля 1998 года была закрыта на реконструкцию линия IND 63rd Street Line, из-за чего маршруты В и Q урезали до 57th Street. Сервис на этом участке стал обеспечивать челнок с Broadway Line. Движение было восстановлено в прежнем режиме 22 мая 1999 года.
- 22 июля 2001 года северные пути Манхэттенского моста полностью закрыли и открыли его южную сторону. Местный Q в Бруклине был заменен D. D и Q использовали южные пути Манхэттенского моста и следовали экспрессом до 57th Street по линии Broadway Line.
- После теракта 11 сентября 2001 года была приостановлена работа R, и Q заменял его на участке между Canal Street и Forest Hills круглосуточно, кроме ночи, следуя местным в Манхэттене. 28 октября нормальное движение обоих маршрутов было восстановлено.
- В связи с закрытием на реконструкцию южной конечной станции Q — Coney Island — маршрут был урезан до Brighton Beach. Этот участок обслуживали автобусы. Q вернулся на Coney Island 23 мая 2004 года.
- С 27 апреля по 2 ноября 2003 года Манхэттенский мост был закрыт на выходные. В это время Q следовал через Montague Street Tunnel.
- 22 февраля 2004 года движение в северной части Манхэттенского моста было возобновлено и Q стал ходить там.
- 28 июня 2010 маршрут был продлен до Astoria — Ditmars Boulevard через 60th Street Tunnel по будням, чтобы заменить отмененный W. Также по будням Q стал останавливаться на 49th Street.
- С декабря 2014 года по ночам маршрут становится местным в Манхэттене.
- С ноября 2016 года, в качестве подготовки к переводу северной конечной станции на строящуюся линию Второй авеню, маршрут был укорочен до 57-й улицы в Манхэттене, а в Асторию вместо него стал ходить восстановленный W.
- 1 января 2017 года, с открытием первой очереди линии Второй авеню, маршрут продлён до 96-й улицы.

## Планы
С завершением строительства второй очереди линии Второй авеню Q планируется продлить до 125-й улицы. Вместе с этим планируется введение нового маршрута T до Нижнего Манхэттена.

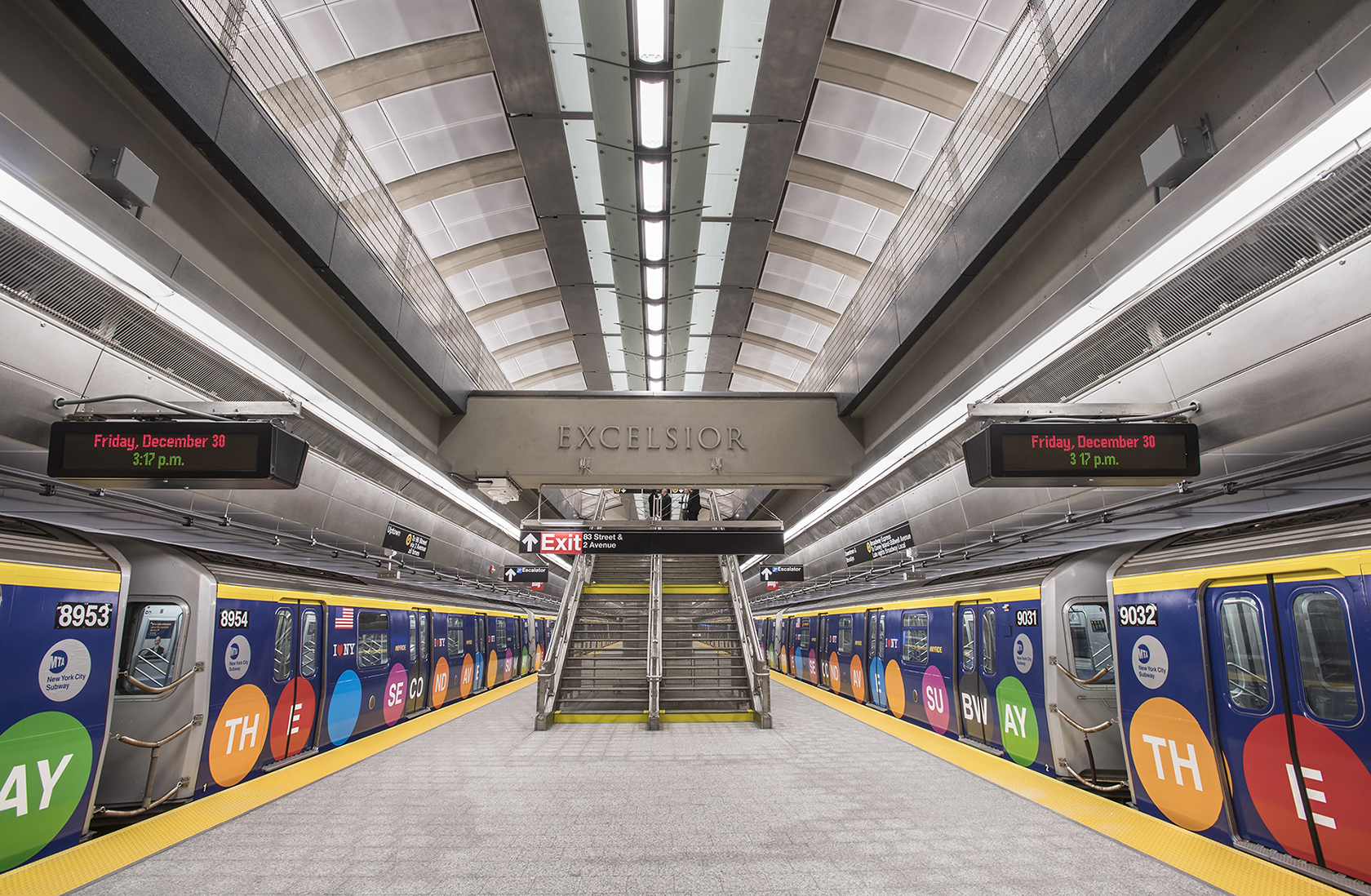
Поезда R168 маршрута Q на линии Второй авеню на Манхеттене, в неделю открытия
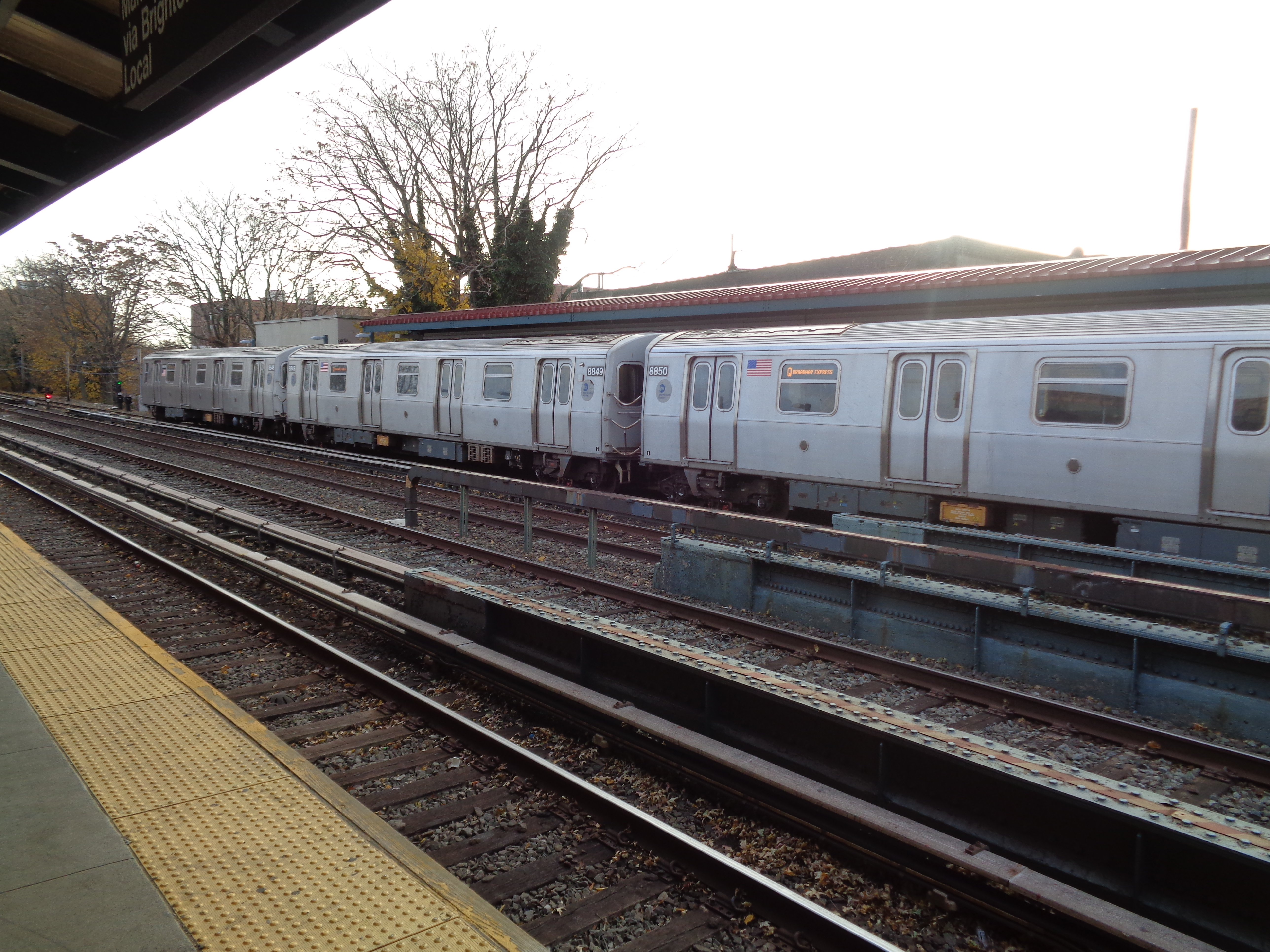
Состав из вагонов R160 остановился на станции Авеню Эм
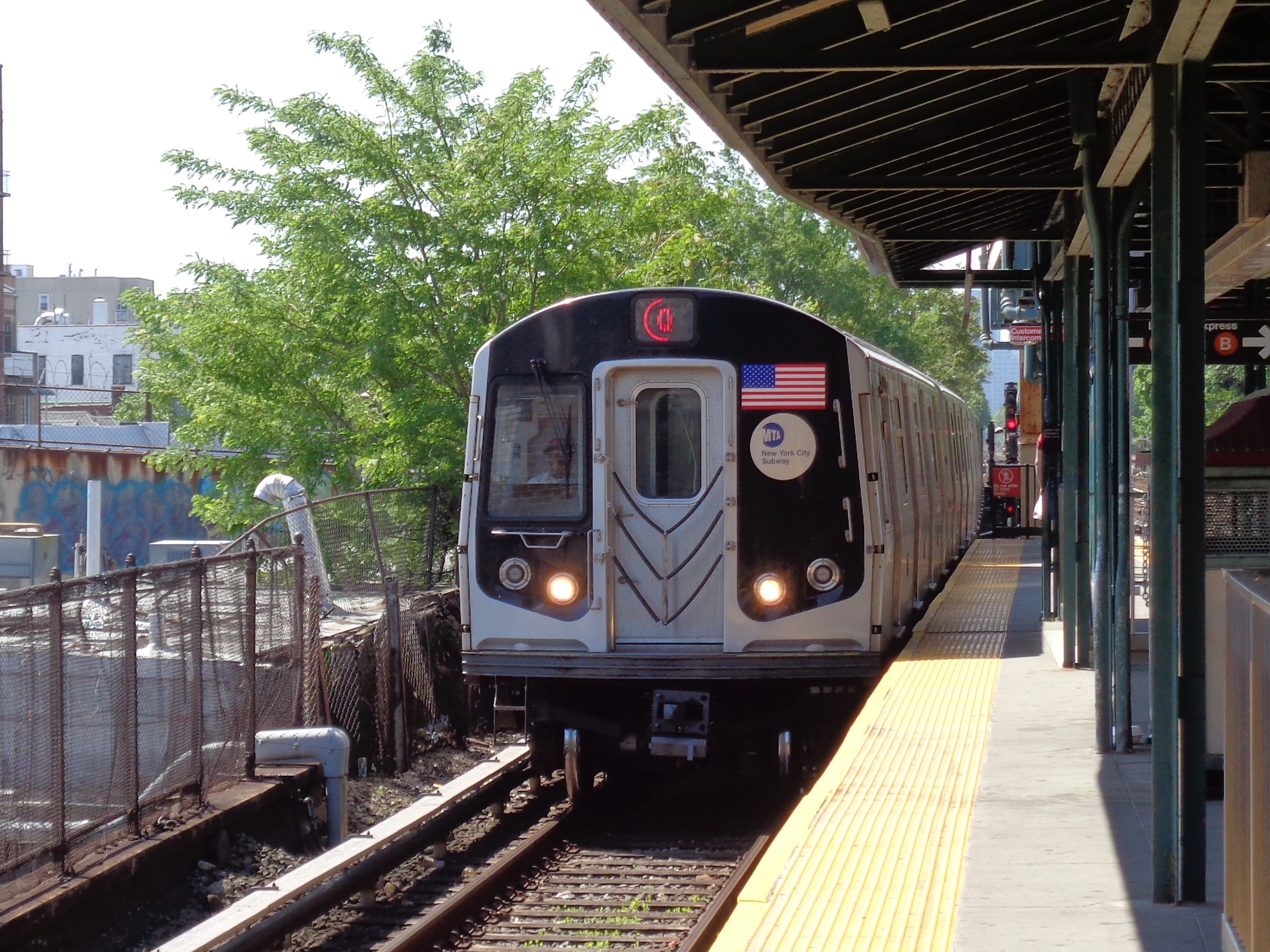
Кабина поезда R160 анфас. Станция Кингс-Хайвей
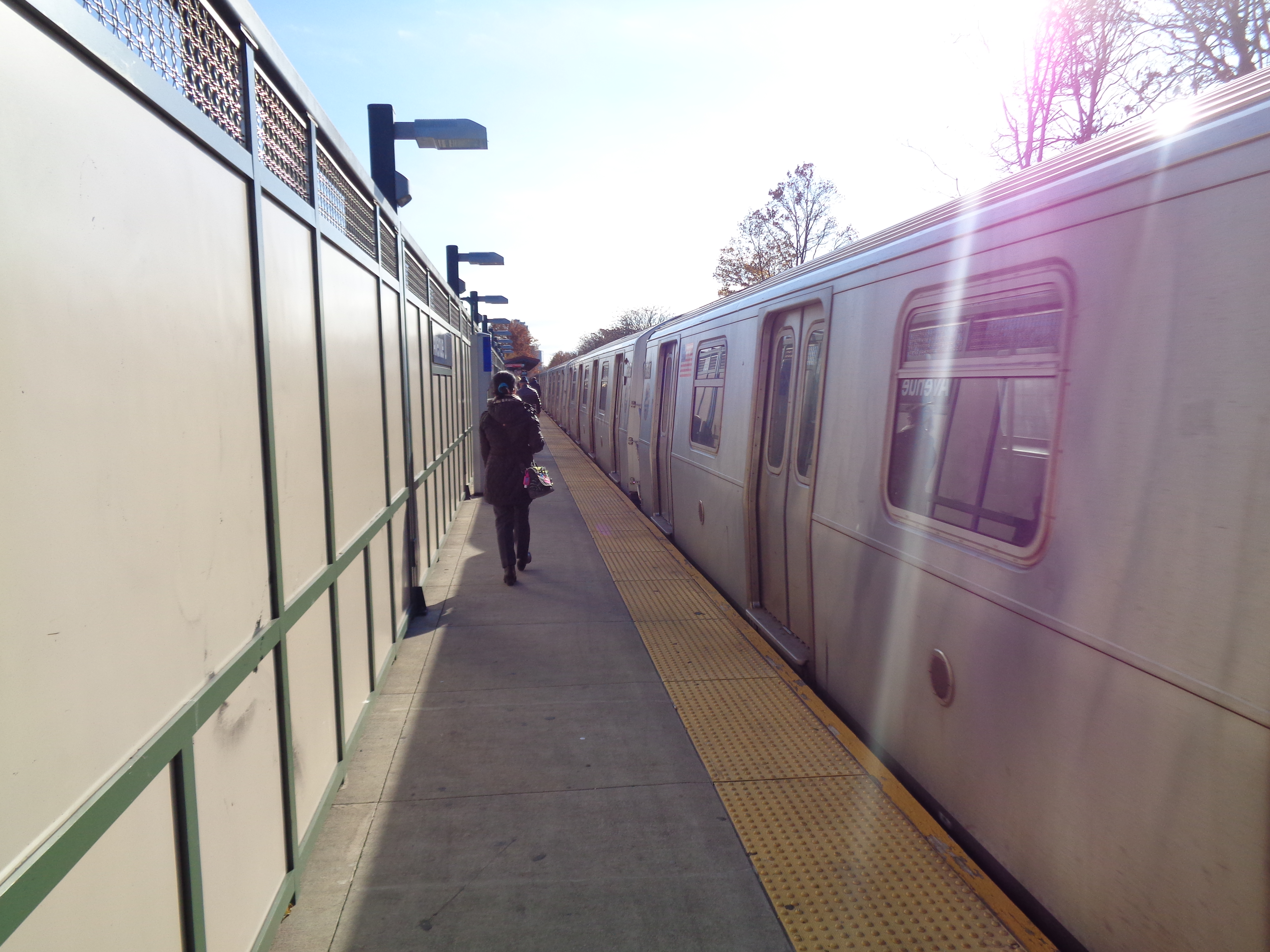
Стена, перрон и поезд из вагонов R160 на станции Авеню Ю
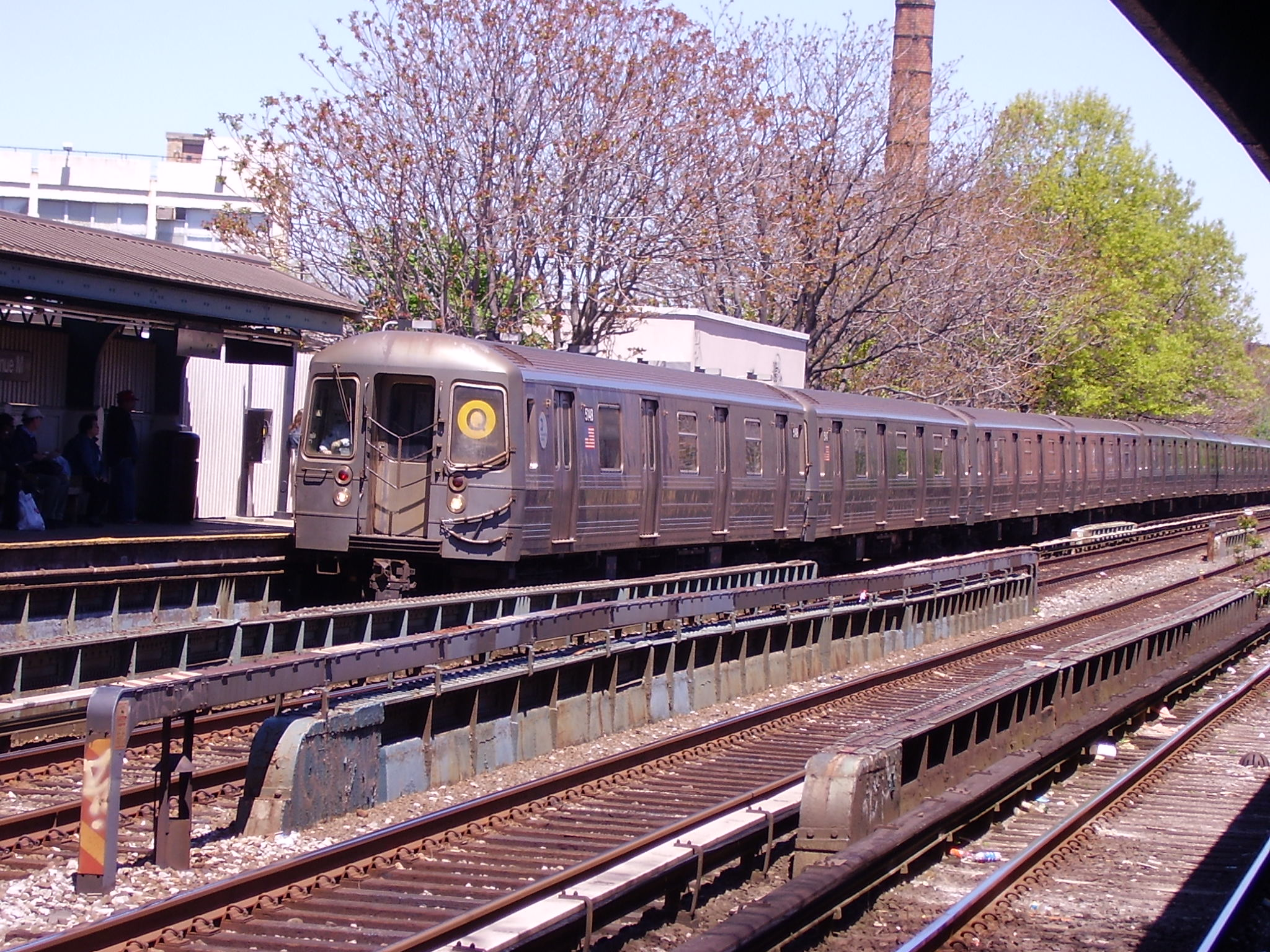
Состав из вагонов R68 отходит от станции Авеню Эм в направлении Брайтон-Бич / Кони-Айленд
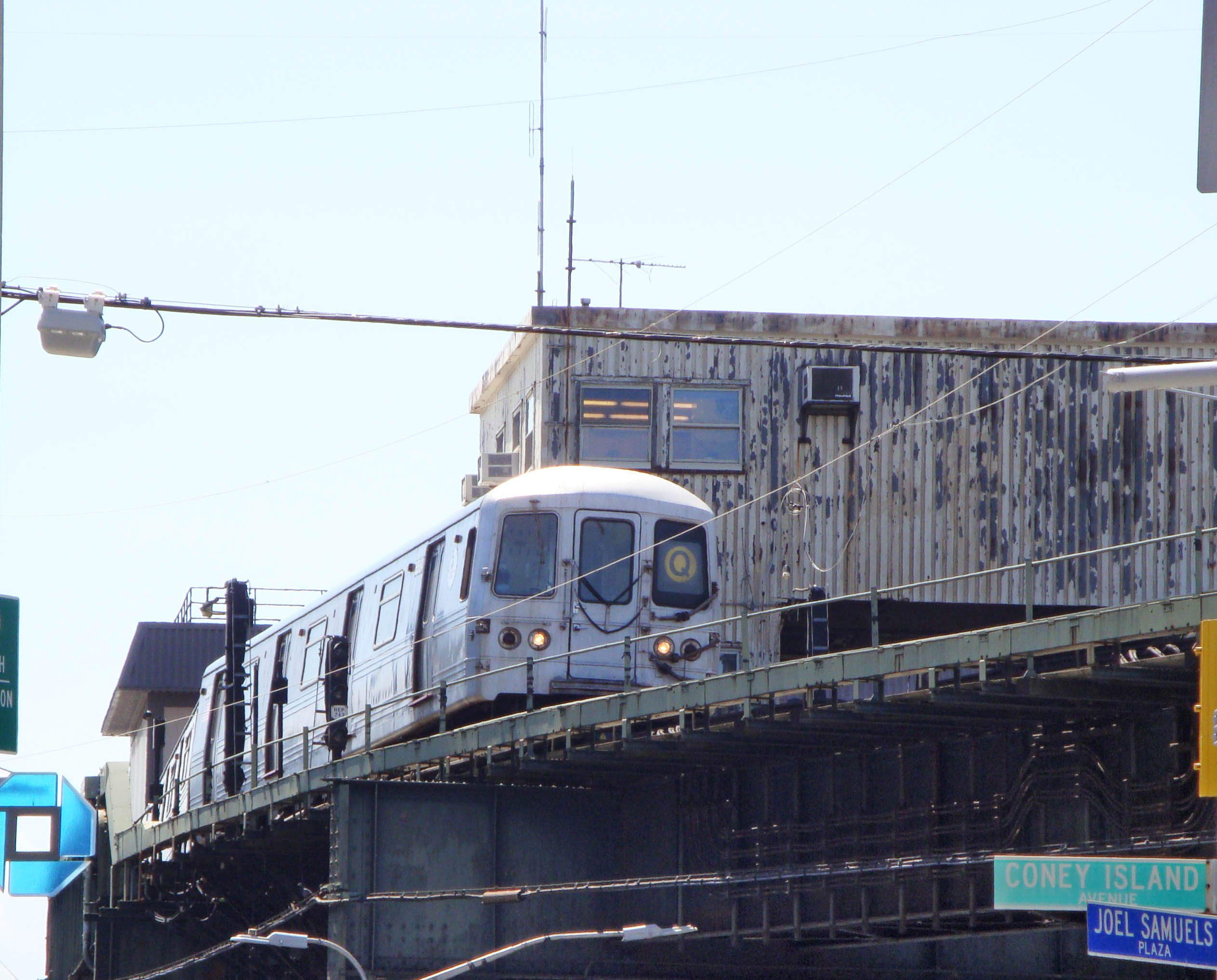
Состав из вагонов  R46 отходит от станции Брайтон-Бич в направлении на Манхэттен

## Маршрут
Используемые пути в зависимости от дня недели и времени суток
| От станции включительно    | До станции включительно       | День + вечер + выходные | Ночь           |
| -------------------------- | ----------------------------- | ----------------------- | -------------- |
| 96-я улица                 | Лексингтон-авеню — 63-я улица | локальные пути          | локальные пути |
| 57-я улица — Седьмая авеню | 57-я улица — Седьмая авеню    | экспресс-пути           | экспресс-пути  |
| 49-я улица                 | Принс-стрит                   | экспресс-пути           | локальные пути |
| Канал-стрит                | Кони-Айленд — Стилуэлл-авеню  | локальные пути          | локальные пути |

Схема маршрута
| Условные обозначения |
| для дней и часов работы маршрутов (более точно указано во всплывающих подсказках при этих обозначениях): |
| --- |
| круглосуточно круглосуточно, кроме ночи круглосуточно, кроме будней днём (либо часов пик) в пиковом направлении в будни днём (и, возможно, вечером) в будни круглосуточно в часы пик в будни днём (либо в часы пик) в пиковом направлении в будни днём (либо в часы пик) в направлении, обратном пиковому в выходные ночью ночью и в выходные (и, возможно, вечером) нет движения поездов |

|  |

| N — часть рейсов в часы пик в пиковом направлении · N — часть рейсов в часы пик в пиковом направлении |

|  |

| N — часть рейсов в часы пик в пиковом направлении · N — часть рейсов в часы пик в пиковом направлении |

|  |

| N — часть рейсов в часы пик в пиковом направлении · N — часть рейсов в часы пик в пиковом направлении |

|  |
|  |
|  |

| F — круглосуточно · F — круглосуточно · <F> — в часы пик в пиковом направлении · <F> — в часы пик в пиковом направлении · N — часть рейсов в часы пик в пиковом направлении · N — часть рейсов в часы пик в пиковом направлении     | на той же станции             |
| 4 — круглосуточно · 4 — круглосуточно · 5 — круглосуточно, кроме ночи · 5 — круглосуточно, кроме ночи · 6 — круглосуточно · 6 — круглосуточно · <6> — в будни днём в пиковом направлении · <6> — в будни днём в пиковом направлении | 59-я улица                    |
| N — круглосуточно · N — круглосуточно · R — круглосуточно, кроме ночи · R — круглосуточно, кроме ночи · W — в будни днём и вечером до 23:00 · W — в будни днём и вечером до 23:00                                                   | Лексингтон-авеню — 59-я улица |

|  |

| N — круглосуточно · N — круглосуточно · R — круглосуточно, кроме ночи · R — круглосуточно, кроме ночи · W — в будни днём и вечером до 23:00 · W — в будни днём и вечером до 23:00 |

|  |

| N — ночью · N — ночью |

|  |
|  |
|  |
|  |
|  |
|  |
|  |
|  |
|  |

| N — круглосуточно · N — круглосуточно · R — круглосуточно, кроме ночи · R — круглосуточно, кроме ночи · W — в будни днём и вечером до 23:00 · W — в будни днём и вечером до 23:00 | на той же станции                            |
| 1 — круглосуточно · 1 — круглосуточно · 2 — круглосуточно · 2 — круглосуточно · 3 — круглосуточно · 3 — круглосуточно | Таймс-сквер — 42-я улица                     |
| 7 — круглосуточно · 7 — круглосуточно · <7> — в часы пик в пиковом направлении · <7> — в часы пик в пиковом направлении | Таймс-сквер                                  |
| A — круглосуточно · A — круглосуточно · C — круглосуточно, кроме ночи · C — круглосуточно, кроме ночи · E — круглосуточно · E — круглосуточно | 42-я улица — Автовокзал Портового управления |
| S (челнок 42-й улицы) — круглосуточно, кроме ночи · S (челнок 42-й улицы) — круглосуточно, кроме ночи | Таймс-сквер                                  |
| 7 — круглосуточно · 7 — круглосуточно · <7> — в часы пик в пиковом направлении · <7> — в часы пик в пиковом направлении | Пятая авеню                                  |
| B — в будни днём и вечером до 23:00 · B — в будни днём и вечером до 23:00 · D — круглосуточно · D — круглосуточно · F — круглосуточно · F — круглосуточно · <F> — в часы пик в пиковом направлении · <F> — в часы пик в пиковом направлении · M — в будни днём и вечером · M — в будни днём и вечером | 42-я улица — Брайант-парк                    |
| автовокзал Портового управления[англ.] |                                              |

|  |
|  |
|  |

| N — круглосуточно · N — круглосуточно · R — круглосуточно, кроме ночи · R — круглосуточно, кроме ночи · W — в будни днём и вечером до 23:00 · W — в будни днём и вечером до 23:00 | на той же станции          |
| B — в будни днём и вечером до 23:00 · B — в будни днём и вечером до 23:00 · D — круглосуточно · D — круглосуточно · F — круглосуточно · F — круглосуточно · <F> — в часы пик в пиковом направлении · <F> — в часы пик в пиковом направлении · M — в будни днём и вечером · M — в будни днём и вечером | 34-я улица — Геральд-сквер |
| 33-я улица (PATH)[англ.] |                            |

|  |

| N — ночью · N — ночью |

|  |

| N — ночью · N — ночью |

|  |
|  |
|  |

| N — круглосуточно · N — круглосуточно · R — круглосуточно, кроме ночи · R — круглосуточно, кроме ночи · W — в будни днём и вечером до 23:00 · W — в будни днём и вечером до 23:00                                                   | на той же станции        |
| 4 — круглосуточно · 4 — круглосуточно · 5 — круглосуточно, кроме ночи · 5 — круглосуточно, кроме ночи · 6 — круглосуточно · 6 — круглосуточно · <6> — в будни днём в пиковом направлении · <6> — в будни днём в пиковом направлении | 14-я улица — Юнион-сквер |
| L — круглосуточно · L — круглосуточно | Юнион-сквер              |

|  |

| N — ночью · N — ночью |

|  |

| N — ночью · N — ночью |

|  |
|  |
|  |
|  |
|  |

| N — круглосуточно, кроме ночи · N — круглосуточно, кроме ночи | на той же станции |
| 4 — ночью · 4 — ночью · 6 — круглосуточно · 6 — круглосуточно · <6> — в будни днём в пиковом направлении · <6> — в будни днём в пиковом направлении               | Канал-стрит       |
| J — круглосуточно · J — круглосуточно · Z — в часы пик в пиковом направлении · Z — в часы пик в пиковом направлении                                               | Канал-стрит       |
| N — ночью · N — ночью · R — круглосуточно, кроме ночи · R — круглосуточно, кроме ночи · W — в будни днём и вечером до 23:00 · W — в будни днём и вечером до 23:00 | Канал-стрит       |

|  |

| B — в будни днём и вечером до 23:00 · B — в будни днём и вечером до 23:00 · D — ночью · D — ночью · N — ночью · N — ночью · R — круглосуточно · R — круглосуточно · W — часть рейсов в часы пик в пиковом направлении · W — часть рейсов в часы пик в пиковом направлении |

|  |
|  |
|  |
|  |
|  |

| B — в будни днём и вечером до 23:00 · B — в будни днём и вечером до 23:00 | на той же станции               |
| 2 — круглосуточно · 2 — круглосуточно · 3 — круглосуточно, кроме ночи · 3 — круглосуточно, кроме ночи · 4 — круглосуточно · 4 — круглосуточно · 5 — в будни днём · 5 — в будни днём                                           | Атлантик-авеню — Барклайс-центр |
| D — круглосуточно · D — круглосуточно · N — круглосуточно · N — круглосуточно · R — круглосуточно · R — круглосуточно · W — часть рейсов в часы пик в пиковом направлении · W — часть рейсов в часы пик в пиковом направлении | Атлантик-авеню — Барклайс-центр |
| вокзал Атлантик[англ.] |                                 |

|  |

| B — в будни днём и вечером до 23:00 · B — в будни днём и вечером до 23:00 |

|  |

| B — в будни днём и вечером до 23:00 · B — в будни днём и вечером до 23:00 · S (челнок Франклин-авеню) — круглосуточно · S (челнок Франклин-авеню) — круглосуточно |

|  |

|  |

| B — в будни днём и вечером до 23:00 · B — в будни днём и вечером до 23:00 |

|  |

|  |

|  |

| B — в будни днём и вечером до 23:00 · B — в будни днём и вечером до 23:00 |

|  |

|  |

|  |

|  |

| B — в будни днём и вечером до 23:00 · B — в будни днём и вечером до 23:00 |

|  |

|  |

|  |

| B — в будни днём и вечером до 23:00 · B — в будни днём и вечером до 23:00 |

|  |

| B — в будни днём и вечером до 23:00 · B — в будни днём и вечером до 23:00 |

|  |

|  |

| F — круглосуточно · F — круглосуточно · <F> — в часы пик в пиковом направлении · <F> — в часы пик в пиковом направлении |

|  |

| D — круглосуточно · D — круглосуточно · F — круглосуточно · F — круглосуточно · <F> — в часы пик в пиковом направлении · <F> — в часы пик в пиковом направлении · N — круглосуточно · N — круглосуточно |